# Luncani
Luncani is een dorp in de regio Transsylvanië, in het Roemeense district Hunedoara. Het ligt 20 km stroomopwaarts van de gelijknamige rivier.
Op de Piatra Roșie-heuvel, op 830 m hoogte, staat een fort van de Daciërs uit de eerste eeuw v.Chr. tot de eerste eeuw n.Chr., die Sarmizegetusa Regia beschermde vanuit de richting van de vallei van Strei.